# Trichoclinocera stackelbergi
Trichoclinocera stackelbergi är en tvåvingeart som beskrevs av Collin 1941. Trichoclinocera stackelbergi ingår i släktet Trichoclinocera och familjen dansflugor. Inga underarter finns listade i Catalogue of Life.